# Масис (станция)
Маси́с (арм. Մասիս) — железнодорожная станция в одноимённом городе марза (области) Арарат Армении. Крупнейший железнодорожный узел Армении, который обслуживает город Ереван. Есть три направления: на Ереван, на Армавир — Гюмри — Тбилиси и на Ерасх. Имеется множество подъездных и объездных путей, в том числе и грузовой обход Еревана, которая после демонтажа линии от Ереванского вокзала до станции Канакер стала единственной связью, которая позволила не разъединять Армянскую железную дорогу на двое.

## Расписание
Через станцию в летнее время по нечётным дням курсирует поезд № 201 Батуми — Ереван (приблизительно в 7 утра), а обратно по нечётным поезд № 202 (приблизительно в 23 вечера). Также круглогодично по чётным дням курсирует поезд № 371 Тбилиси — Ереван (приблизительно в 6 утра), а обратно по чётным № 372 (приблизительно в 20 вечера). Поезда дальнего следования на станции Масис не останавливаются.
В настоящее время[когда?]

 на участке Масис — Гюмри через станцию проходит ежедневно одна пара международных поездов дальнего следования, две пары электропоезда Ереван — Гюмри и четыре пары тактового электропоезда имени Амбарцума Кандиляна Армавир — Ереван. В направлении станции Аршалуйс в будущем планируется запуск электропоезда из Еревана для перевозки работников Армянской АЭС. Грузовое движение осуществляется регулярно по всем направлениям. Стоимость билета на электропоезд до Еревана составляет 100 драм.

#### Платформа Масис-Кольцо
В черте станции также расположен остановочный пункт Масис-Кольцо, предназначенный для остановки пригородных электропоездов Ерасхского направления.